# Les Bad Guys 2
Pour les articles homonymes, voir Bad Guy.
Série Les Bad Guys
Les Bad Guys
(2022)
Pour plus de détails, voir Fiche technique et Distribution.
Les Bad Guys 2 ou Les Méchants 2 au Québec (The Bad Guys 2) est un film d'animation américain réalisé par Pierre Perifel et sorti en 2025. Il fait suite au film Les Bad Guys (2022), du même réalisateur, qui s'inspirait de la série de livres illustrés pour enfants Les Super Méchants (Les Méchants au Québec) d'Aaron Blabey (en).
Le film est produit par DreamWorks Animation.

## Synopsis
Alors que les Bad Guys, devenus les Good Guys, font de leur mieux pour avoir une vie normale et délaisser leur passé criminel, ils sont contraints de sortir de leur retraite et de faire un dernier coup pour une équipe de malfrats nommée Les Bad Girls.

## Fiche technique
Sauf indication contraire, les informations mentionnées dans cette section peuvent être confirmées par la base de données cinématographiques IMDb,  présente dans la section « Liens externes ».
- Titre original : The Bad Guys 2
- Titre français : Les Bad Guys 2
- Titre québécois : Les Méchants 2
- Réalisation : Pierre Perifel, coréalisé par JP Sans
- Scénario : Yoni Brenner et Etan Cohen, d'après l’œuvre d'Aaron Blabey (en)
- Musique : Daniel Pemberton
- Direction artistique : Floriane Marchix
- Décors : Luc Desmarchelier
- Montage : Jesse Averna
- Production : Damon Ross

Producteurs délégués : Aaron Blabey (en) et Patrick Hughes
- Sociétés de production : DreamWorks Animation et Scholastic Entertainment
- Sociétés de distribution : Universal Pictures, Universal Pictures International France (France)
- Budget : N/A
- Pays de production :  États-Unis
- Langue originale : anglais
- Format : couleur, Dolby Atmos, rapport de forme : 1.85 : 1
- Genre : animation, comédie
- Durée : 104 minutes
- Dates de sortie[1] : 
  - France : 30 juillet 2025
  - États-Unis, Canada : 1er août 2025

## Distribution

### Voix originales
Sauf indication contraire, les informations mentionnées dans cette section peuvent être confirmées par la base de données cinématographiques IMDb,  présente dans la section « Liens externes ».
- Sam Rockwell : Mr. Wolf
- Marc Maron : Mr. Snake
- Craig Robinson : Mr. Shark
- Anthony Ramos : Mr. Piranha
- Awkwafina : Ms. Tarentula
- Danielle Brooks : Kitty Kat (Mistigri)
- Natasha Lyonne : Doom (Apocalypse)
- Maria Bakalova : Pigtail
- Zazie Beetz : la gouverneure Diane Foxington
- Richard Ayoade : Pr Marmalade
- Lilly Singh : Tiffany Fluffit
- Alex Borstein : Misty Luggins
- Jorge R. Gutierrez (caméo)

### Voix françaises[2]
- Pierre Niney : M. Loup
- Igor Gotesman : M. Serpent
- Jean-Pascal Zadi : M. Requin
- Benoît Cauden : M. Piranha
- Doully : Mlle Tarentule
- Alice Belaïdi : Diane Foxington
- Corinne Wellong : Mistigri
- Zina Khakhoulia : Pigtail Petrova
- Reem Kherici : Apocalypse
- Antoine Schoumsky : le professeur Marmelade
- Laëtitia Lefebvre : la commissaire de police
- Natasha Andrews : Tiffany Fluffit

## Production

### Genèse et développement
En mars 2022, un mois avant la sortie du premier film, son réalisateur Pierre Perifel déclare qu'il aimerait beaucoup faire une suite. En mars 2024, cette suite est confirmée par DreamWorks Animation, avec le retour de Pierre Perifel à la mise en scène. JP Sans, chef de l'animation des personnages sur le premier opus, est annoncé comme coréalisateur. Sam Rockwell, Marc Maron, Awkwafina, Craig Robinson, Anthony Ramos, Richard Ayoade, Zazie Beetz, Alex Borstein ou encore Lilly Singh sont annoncés pour reprendre leur rôle du précédent film. Le retour du compositeur Daniel Pemberton est également confirmé. En juillet 2024, Natasha Lyonne est annoncée pour prêter sa voix à un nouveau personnage. Danielle Brooks et Maria Bakalova sont également annoncées en novembre.

### Animation
En octobre 2023, il est annoncé que Sony Pictures Imageworks va réaliser l'animation du film. Le studio annonce un partenariat avec DreamWorks en utilisant un « modèle de production mixte ». La préproduction est réalisée en interne chez DreamWorks avec environ 50 % de la création d'actifs et une heure de production, tandis qu'Imageworks gérerait les 50% restants de la création et 20 minutes de production de plans.

## Sortie et accueil

### Box-office
| Pays ou région | Box-office      | Date d'arrêt du box-office | Nombre de semaines |
| -------------- | --------------- | -------------------------- | ------------------ |
| France         | 648 806 entrées | en cours                   | 2                  |
| Total mondial  |                 | -                          | -                  |